# Fiumicello Villa Vicentina
Fiumicello Villa Vicentina är en kommun i regionen Friuli-Venezia Giulia i Italien och tillhörde tidigare även provinsen Udine som upphörde 2018. Kommunen hade 6 315 invånare (2018).
Kommunen bildades den 1 februari 2018 genom en sammanslagning av de tidigare kommunerna Fiumicello och Villa Vicentina.